# 克蘇魯
克蘇魯（英語：Cthulhu，/kəˈθuːluː/，kə-THOO-loo），是美国小说家霍华德·菲利普·洛夫克拉夫特创造的克苏鲁神话中所描述的神灵。
在奥古斯特·威廉·德雷斯为克苏鲁神话构建的体系中，克蘇魯是旧日支配者之一，象征“水”的存在，是象征“风”的存在的哈斯塔的死敌。小说《克蘇魯的呼喚》提到，它正沉睡于南太平洋的海底都市拉莱耶，當群星到達正確的位置，克蘇魯就會復活並支配全世界。

## 克蘇魯外表
頭部像章魚，臉部長有像烏賊的無數觸手，手腳擁有巨大的鉤爪，如一座山般巨大的橡膠狀身體覆蓋了溼黏的鱗片，背部有像蝙蝠的皮质膜翼。

## 語源
這個詞可能是來自古希臘語“χθονιος”（英語：chthonic），本意是“地下的”。
根据设定，其本名是人类的语言所无法表达的。现在的发音是根据人类发音方法所最接近其原音的模糊拼写。借用非IPA符号进行还原可以得到最近似的读音：kʟ̝̊ʊl.ʔuː。洛夫克拉夫特說這個詞應發作“Khlûl′-hloo”。作者死後，/kəˈθuːluː/為常見發音，但也有人發作/kəˈtuːluː/。

## 克蘇魯信仰

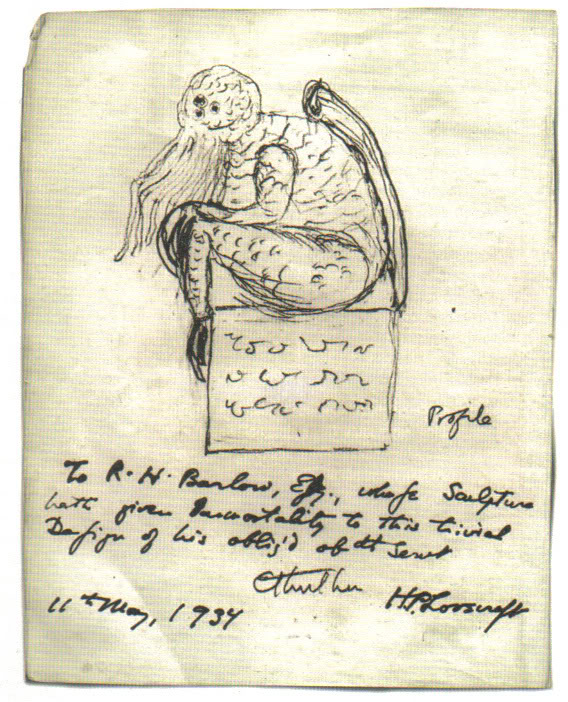
1934年由H. P. 洛夫克拉夫特畫的一張克蘇魯草圖

在洛夫克拉夫特的小說裡，克蘇魯信仰遍及全球，從寒帶到赤道都有信眾，是普遍的海邊信仰，這應是因為深潛者信仰克蘇魯所致。

## 大眾文化
由於小說、角色扮演遊戲、流行音樂等媒介，克蘇魯的大名在世界上傳播，亦有電玩利用克蘇魯來作為靈感來源。
例如，PS4遊戲《克蘇魯的呼喚》《沉沒之都》，著名遊戲《泰拉瑞亞》以克蘇魯作為大部分boss的根源，美國科幻驚悚片《科洛弗檔案》系列以及數碼暴龍中的達高獸等。

## 相關著作
克蘇魯的呼喚：H.P. Lovecraft恐怖小說傑作選。譯者：李函 （2021）
無名之城：H.P. Lovecraft短篇怪談選+克蘇魯神話故事傑作選  譯者：李函 (2021) 
克蘇魯三部曲：H.P.洛夫克拉夫特經典傑作合輯 譯者：李函 (2022)

## 關聯項目
- 鬼屋魔影 - 源於克蘇魯神話的冒險遊戲。

## 外部連結
- 克蘇魯競選網站（页面存档备份，存于）